# 曾禰武
曾禰 武（曽祢 武、そね たけ、1887年（明治20年）3月1日 - 1988年（昭和63年）9月23日）は、日本の物理学者。東京生まれ。最初の弟子として本多光太郎に師事し、日本の黎明期における近代的な実験物理学に功績を残す。曾禰は胸の疾患により研究が困難になったため後世で忘れ去られていたが、第17代東京大学総長茅誠司が幾度も言及したことにより彼の業績が注目されるに至った。立教大学で教授を務め、理学部の礎を築き、開成中学校・高等学校では校長を務めた。父は建築家・曽禰達蔵、弟は政治家・曾禰益。母は高橋是清の義理の妹。

## 来歴
開成中学を経て、1904年に一高へ入学。1907年4月21日、一高の最終学年3学期にキリスト教へ入信。同年、一高を卒業し、9月、東京帝国大学理科大学実験物理学科へ入学。1911年（明治44年）、同大学卒業。本多光太郎に付き従い東北帝国大学にて助教授を務めるものの病のため研究を断念、東京に戻りキリスト教の伝道に注力する。
1924年（大正13年）、立教大学教授就任。1925年（大正14年）、「気体の磁気係数の測定」により第15回帝国学士院賞（現・日本学士院賞）「大阪毎日新聞東京日日新聞寄附東宮御成婚記念賞」受賞。賞金でキリスト教会を開設する。大学では自然科学、物理学を講じ、立教大学予科の予科長も務めた。
戦時中の1944年（昭和19年）に文部省の方針から理工系教育強化のため立教大学に併設して立教理科専門学校を開設することになったが、主幹としてその開設に尽力して同校の教頭を務めた。数学科に藤原松三郎、化学科に久保田勉之助、地質学科に矢部長克、曾禰が物理を担当する布陣で創設したが、この学校が元となって現在の立教大学理学部となっている。
1948年（昭和23年）、開成中学校・高等学校校長に就任、1970年（昭和45年）退任。